# Tmesisternus transversevittatus
Tmesisternus transversevittatus là một loài bọ cánh cứng trong họ Cerambycidae.